# オーサムアゲインステークス
オーサムアゲインステークス（Awesome Again Stakes）は、アメリカ合衆国のサンタアニタ競馬場にて、毎年9月の末に開催される競馬の競走である。

## 概要
1982年にグッドウッドハンデキャップとして創設。創設当初はG3、翌年からはリステッドに格下げされるが1985年からG3に復帰。1990年からG2に昇格。1996年からはグッドウッドブリーダーズカップハンデキャップに改称。2007年からグッドウッドステークスに改称するとともにG1に昇格。2012年からオーサムアゲインステークスに改称された。
2017年の1着賞金は18万ドルと決して高くないが、時期的なことからブリーダーズカップ・クラシックへのステップレースとして選ばれることが多い。2000年のティズナウ・2003年のプレザントリーパーフェクト・2013年のムーチョマッチョマン・2018年のアクセラレートがそれぞれこのレースに勝利した後にブリーダーズカップ・クラシックに優勝している。
2024年はレース名称をカリフォルニアクラウンステークスに変更するも、2025年より再びグッドウッドステークスに改称された。

## 近年の勝ち馬
- 2024 Subsanador
- 2023 Slow Down Andy
- 2022 Defunded
- 2021 Medina Spirit
- 2020 Improbable
- 2019 Mongolian Groom
- 2018 Accelerate
- 2017 Mubtaahij
- 2016 California Chrome
- 2015 Smooth Roller
- 2014 Shared Belief[2]
- 2013 Mucho Macho Man
- 2012 Game On Dude
- 2011 Game On Dude
- 2010 Richard's Kid
- 2009 Gitano Hernando
- 2008 Well Armed
- 2007 Tiago
- 2006 Lava Man
- 2005 Rock Hard Ten
- 2004 Lundy's Liability
- 2003 Pleasantly Perfect
- 2002 Pleasantly Perfect
- 2001 Freedom Crest
- 2000 Tiznow